# 시나노 오타리 지진
시나노 오타리 지진(信濃小谷地震)은 1714년 4월 28일(쇼토쿠 4년 3월 15일)에 일본의 시나노국 (현재의 나가노현 하쿠바촌 인근)에서 발생한 지진이다. 지진 규모는 M61⁄4. 코타니 평야 지역이 대거 주택이 붕괴되었고 진도7급이었던 것으로 추정된다. 이 지진으로 히메카와강 유역을 중심으로 큰 피해를 입어 고야마촌 지역은 최소 100여명이 사망하였으며 전체적으로 부상자 37명, 가옥 붕괴 194채라는 피해 기록이 남아 있다. 2014년 나가노현 가미시로 단층 지진으로 가옥 붕괴 피해가 집중된 하쿠바촌 가미시로의 호리노우치 지구는 시나노 코타니 지진 당시에도 주택 대부분이 무너졌던 것으로 알려져 었다.

## 참고 문헌
- 国立天文台 『理科年表 令和3年』 丸善 P.781 ISBN 978-4-621-30560-7